# Fukuoka Challenger
Il Fukuoka Challenger è stato un torneo professionistico di tennis giocato su campi in cemento. Faceva parte dell'ATP Challenger Series. Si è giocata una sola edizione, a Fukuoka in Giappone.

## Albo d'oro

### Singolare
| Anno | Campione    | Finalista | Punteggio     |
| ---- | ----------- | --------- | ------------- |
| 1986 | Leif Shiras | Jim Grabb | 6–3, 1–6, 7–6 |

### Doppio
| Anno | Campioni                 | Finalisti                | Punteggio |
| ---- | ------------------------ | ------------------------ | --------- |
| 1986 | Jim Grabb Larry Stefanki | David Dowlen Leif Shiras | 6–1, 6–3  |